# المعهد الأمريكي للمعايير الوطنية
المعهد القومي الأمريكي للمواصفات القياسية أو المعهد الوطني الأمريكي للمقَايِس (بالإنجليزية: The American National Standards Institute) ويختصر بANSI، هو الجهة المسئولة عن إصدار توثيق وعمل النسخ القياسية للغات البرمجة المختلفة ومواصفاتها وتوحيد استخدامها على مستوى العالم. وقد تم انشائها سنة 1918 م.